# Königsdorf (Bajorország)
Königsdorf település Németországban, azon belül Bajorországban. Lakosainak száma 3178 fő (2023. december 31.). Königsdorf Penzberg és Geretsried községekkel határos.

## Népesség
A település népessége az elmúlt években az alábbi módon változott:
| Lakosok száma | 564  | 1444 | 1743 | 2172 | 2940 | 3006 | 3069 | 3089 | 3138 | 3178 |
|               | 1875 | 1950 | 1975 | 1987 | 2012 | 2014 | 2016 | 2017 | 2021 | 2023 |

## Fekvése
Geretsriedtől délre fekvő település.

## Története
Nevét 778-ban említette először oklevél.
A település központi jelentőségét csak a 16. századtól kezdte túlszárnyalni  Bad Tölz, vagy Lenggries.
Az itteni plébániatemplom (Pfarrkirche St. Laurentius) a környéken található 11 templom anyatemploma volt. A késő gótikus stílusban épült templomot 1785-ben rokokó ízlés szerint alakították át. A templom 15. században épült elődjéből fennmaradt egy ülő madonna is.

## Nevezetességek
- St. Laurentius plébániatemplom - Főoltárának képét Christian Wink bajor udvari festő készítette.

## Galéria

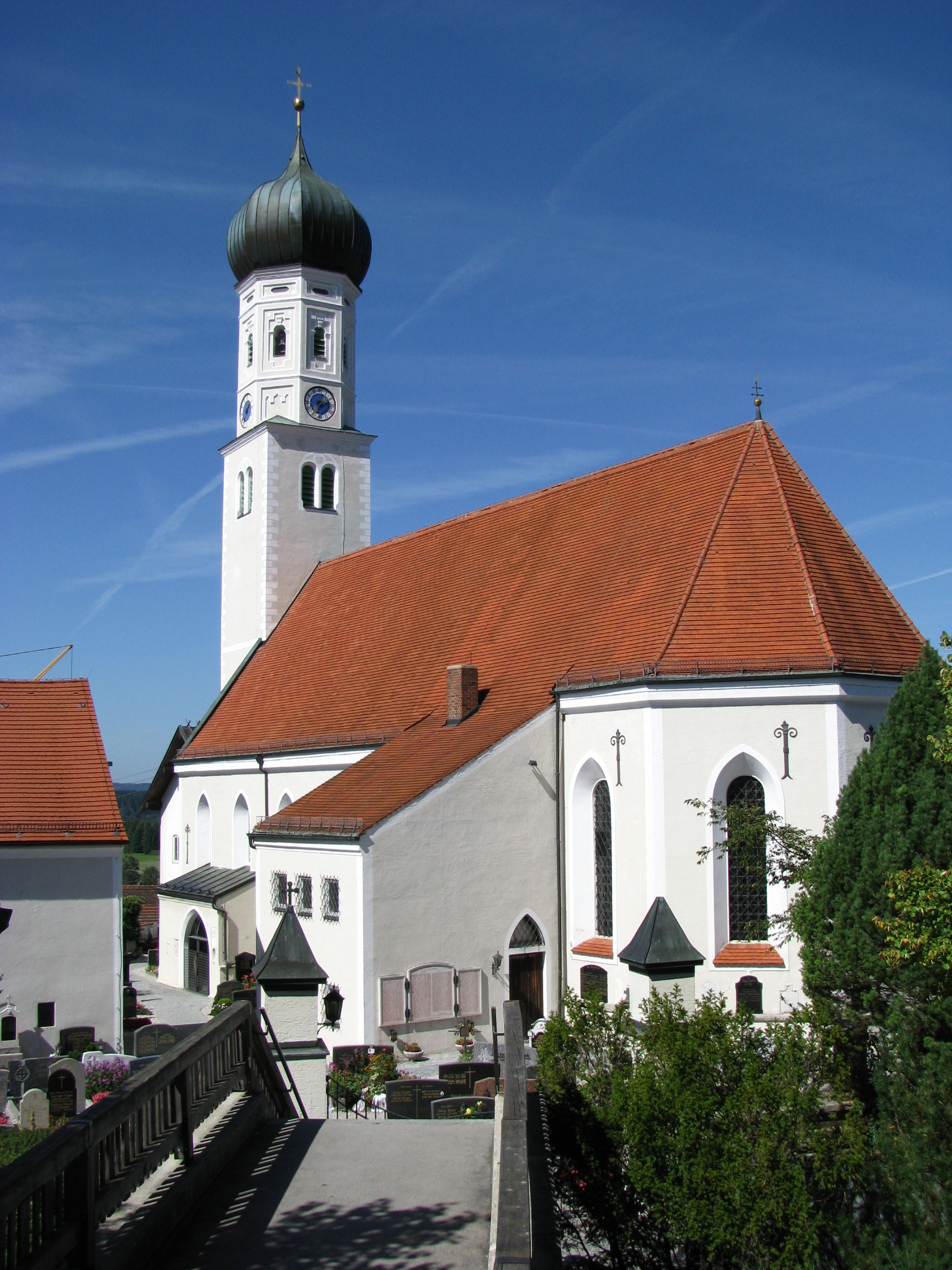
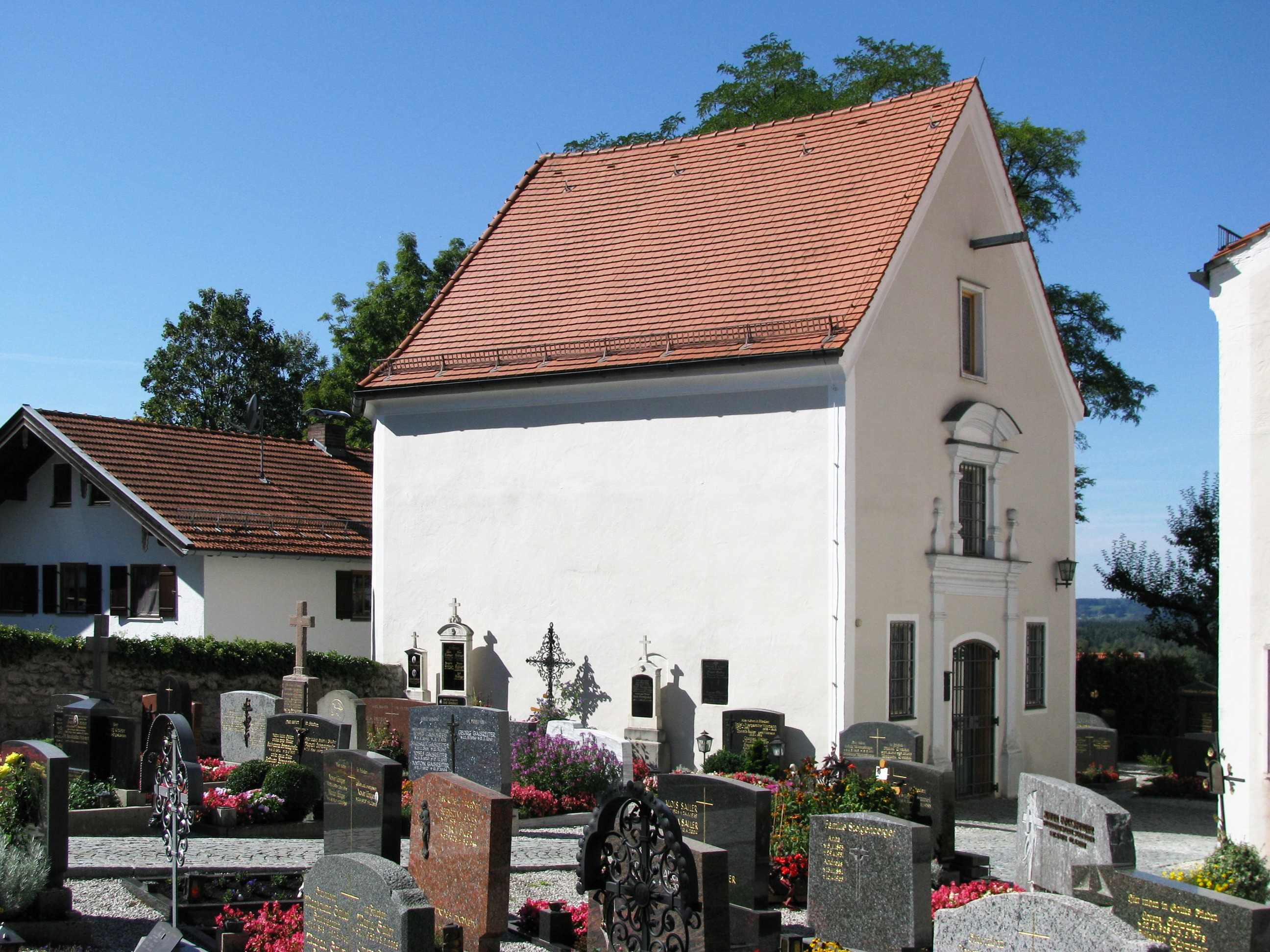
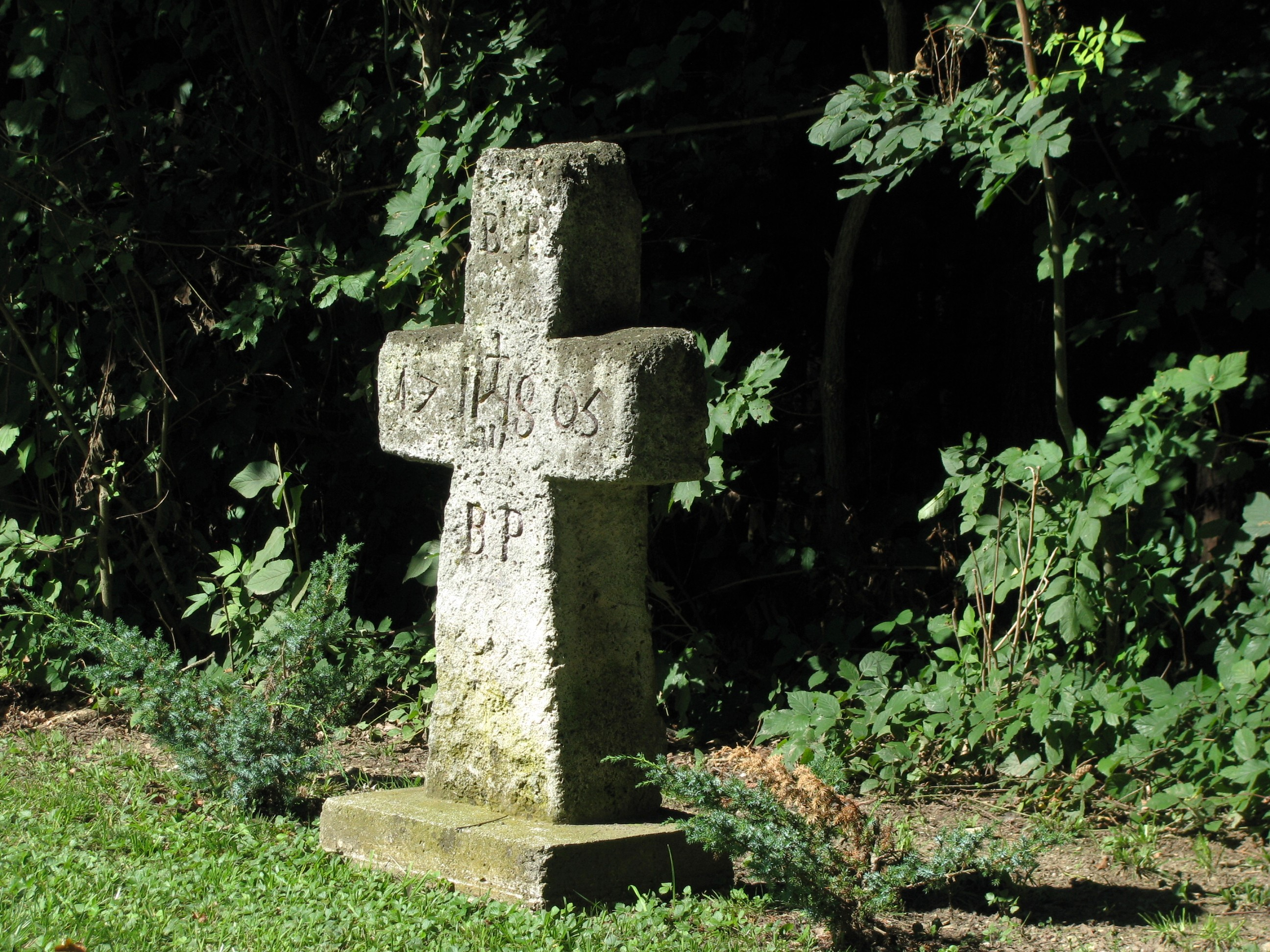
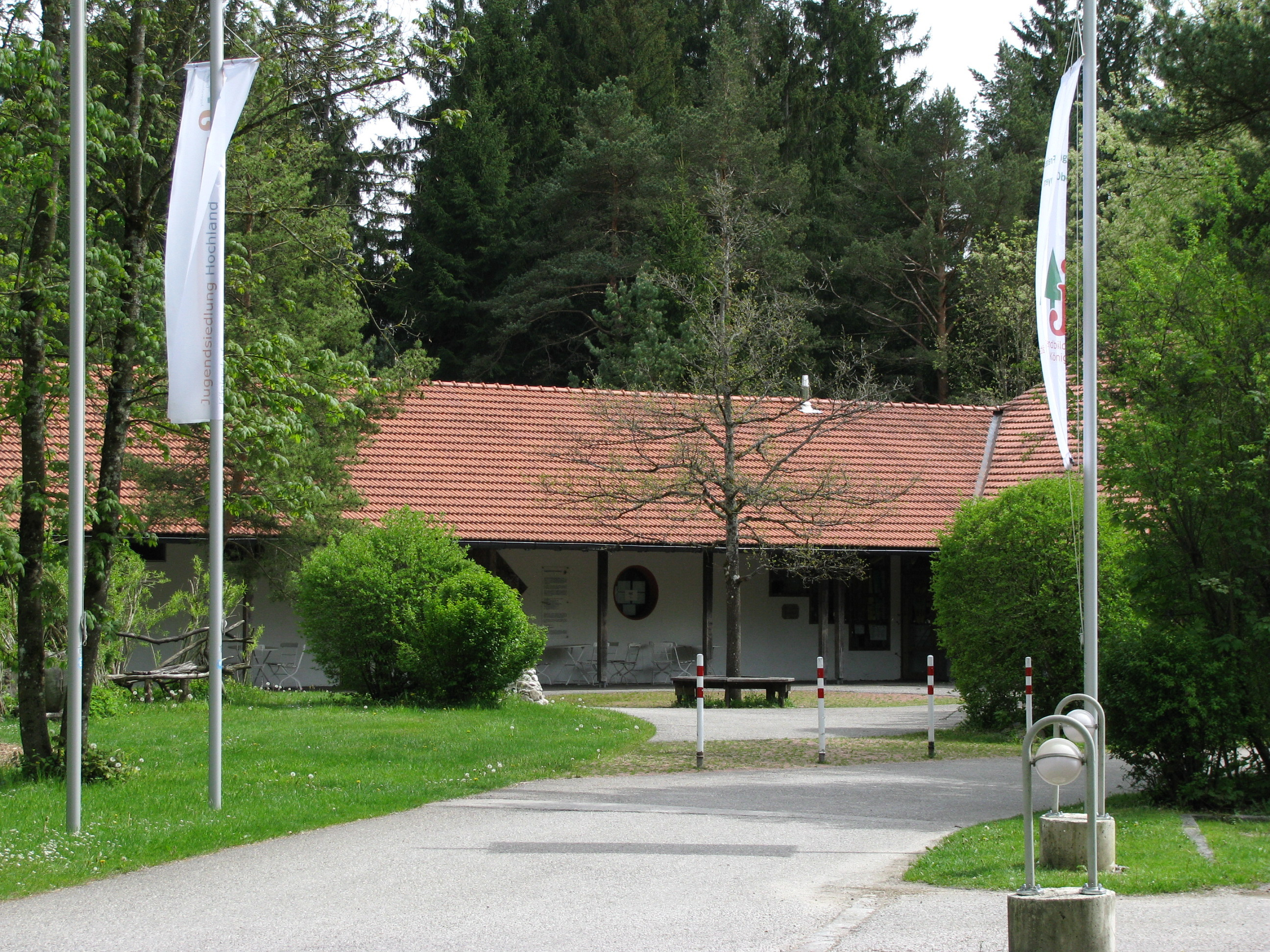
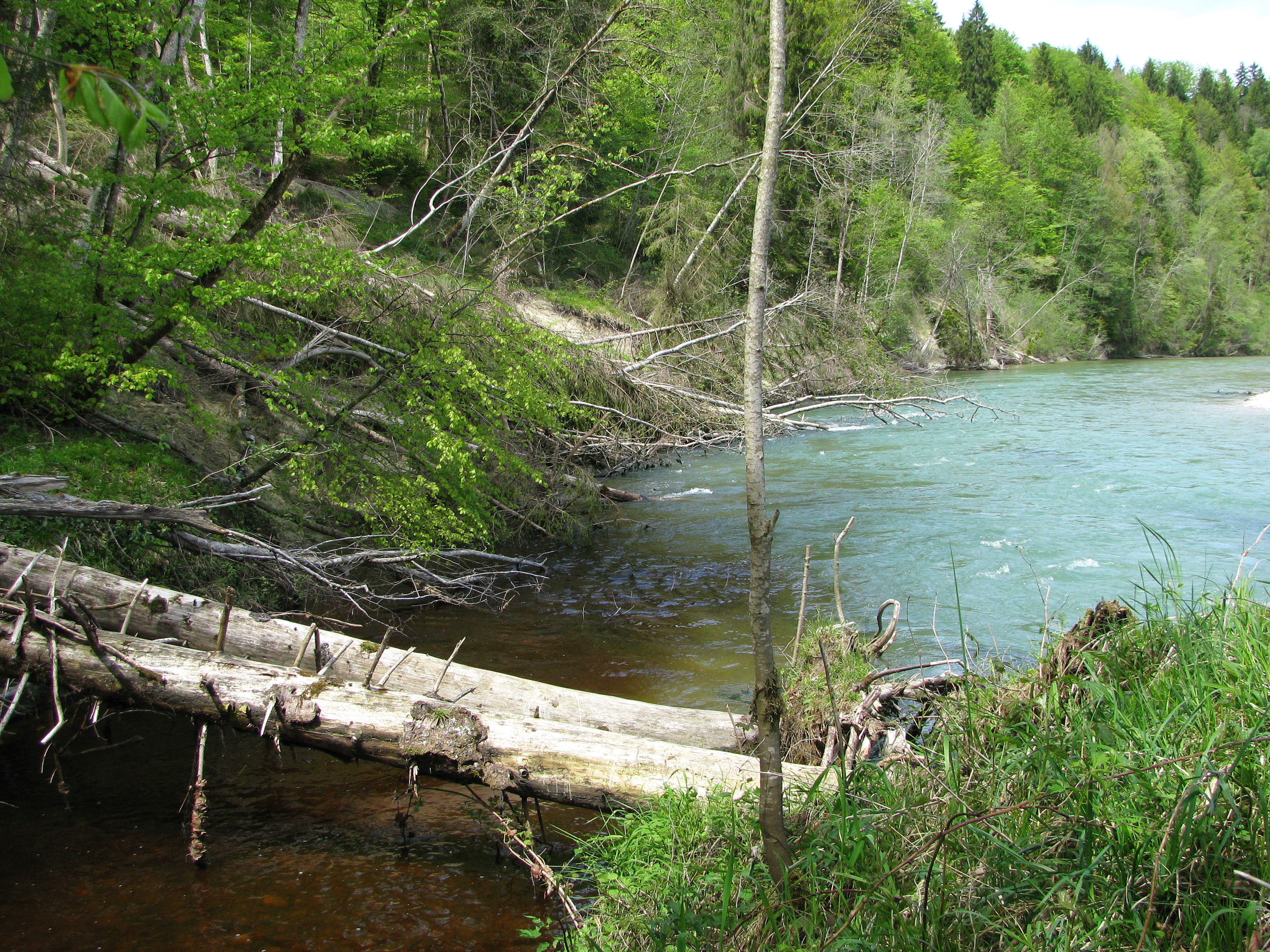
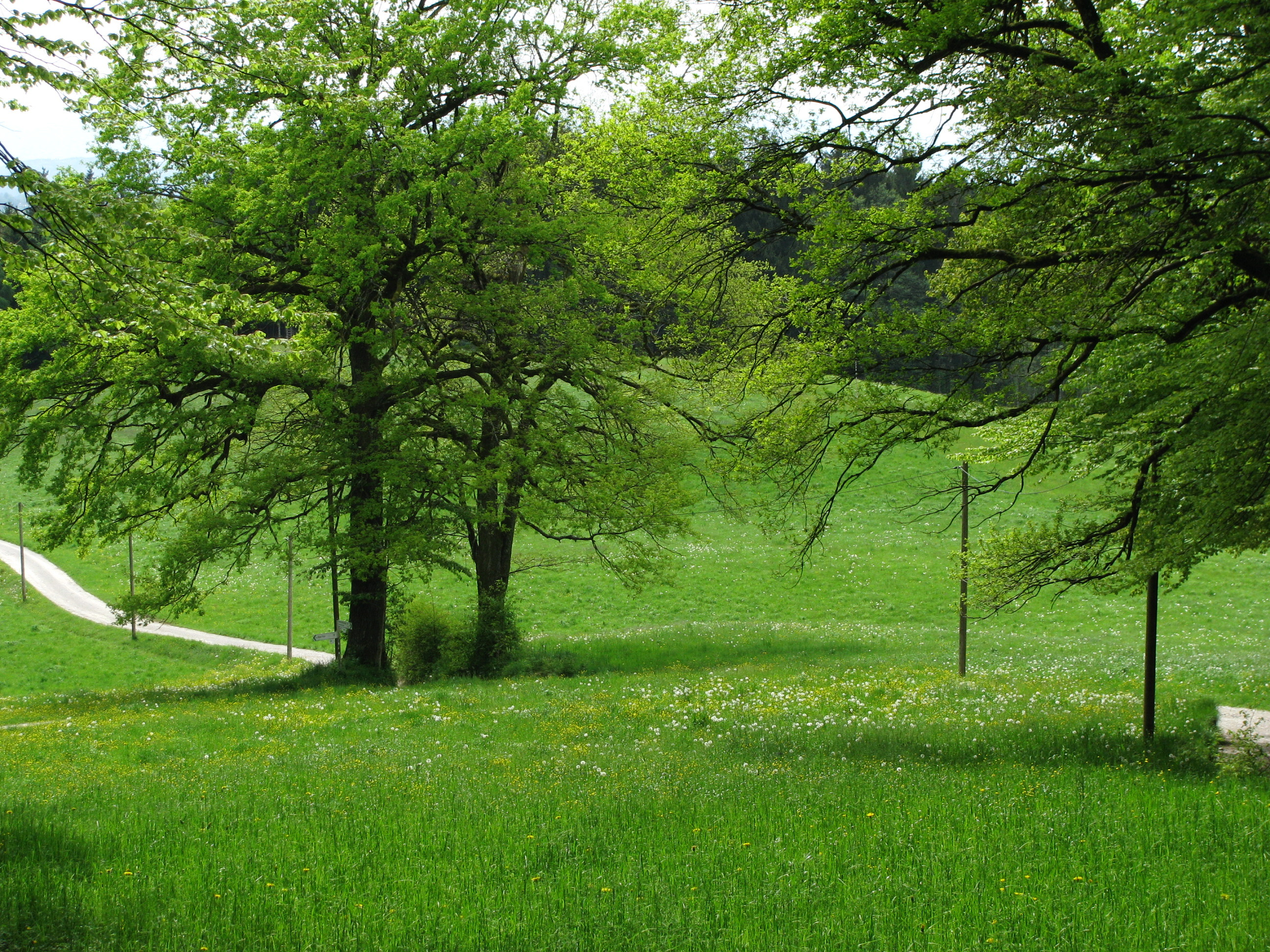